# Tsurugi
Tsurugi (剣) és una paraula japonesa utilitzada per referir-se a qualsevol tipus d'espasa ampla, o aquelles similars a les xineses (jian). La paraula es fa servir a occident per referir-se a un tipus específic d'espasa japonesa recta, de doble tall. Al Japó és ja una arma pròpia de temps passats i fa segles que va deixar de ser d'ús comú.

## Kusanagi-no-Tsurugi
El nom actual de l'espasa que és un dels tres Tresors Imperials del Japó és «Kusanagi-no-Tsurugi».